# 1929年
1929年（1929 ねん）は、西暦（グレゴリオ暦）による、火曜日から始まる平年。昭和4年。

## 他の紀年法
- 干支：己巳
- 日本（月日は一致）
  - 昭和4年
  - 皇紀2589年
- 中国（月日は一致）
  - 中華民国18年
- 朝鮮
  - 檀紀4262年
  - 主体18年
- 阮朝（ベトナム）
  - 保大3年11月21日 - 保大4年12月1日
- モンゴル人民共和国（月日は一致）
  - モンゴル人民共和国19年
- 仏滅紀元：2471年 - 2472年
- イスラム暦：1347年7月19日 - 1348年7月29日
- ユダヤ暦：5689年4月19日 - 5690年3月29日
- 修正ユリウス日(MJD)：25612 - 25976
- リリウス日(LD)：126453 - 126817

※檀紀は、大韓民国で1948年に法的根拠を与えられたが、1962年からは公式な場では使用されていない。

※主体暦は、朝鮮民主主義人民共和国で1997年に制定された。

## カレンダー
| 1月 |    |    |    |    |    |    |
| 日  | 月 | 火 | 水 | 木 | 金 | 土 |
|     |    | 1  | 2  | 3  | 4  | 5  |
| 6   | 7  | 8  | 9  | 10 | 11 | 12 |
| 13  | 14 | 15 | 16 | 17 | 18 | 19 |
| 20  | 21 | 22 | 23 | 24 | 25 | 26 |
| 27  | 28 | 29 | 30 | 31 |    |    |
|     |    |    |    |    |    |    |

| 2月 |    |    |    |    |    |    |
| 日  | 月 | 火 | 水 | 木 | 金 | 土 |
|     |    |    |    |    | 1  | 2  |
| 3   | 4  | 5  | 6  | 7  | 8  | 9  |
| 10  | 11 | 12 | 13 | 14 | 15 | 16 |
| 17  | 18 | 19 | 20 | 21 | 22 | 23 |
| 24  | 25 | 26 | 27 | 28 |    |    |
|     |    |    |    |    |    |    |

| 3月 |    |    |    |    |    |    |
| 日  | 月 | 火 | 水 | 木 | 金 | 土 |
|     |    |    |    |    | 1  | 2  |
| 3   | 4  | 5  | 6  | 7  | 8  | 9  |
| 10  | 11 | 12 | 13 | 14 | 15 | 16 |
| 17  | 18 | 19 | 20 | 21 | 22 | 23 |
| 24  | 25 | 26 | 27 | 28 | 29 | 30 |
| 31  |    |    |    |    |    |    |
|     |    |    |    |    |    |    |

| 4月 |    |    |    |    |    |    |
| 日  | 月 | 火 | 水 | 木 | 金 | 土 |
|     | 1  | 2  | 3  | 4  | 5  | 6  |
| 7   | 8  | 9  | 10 | 11 | 12 | 13 |
| 14  | 15 | 16 | 17 | 18 | 19 | 20 |
| 21  | 22 | 23 | 24 | 25 | 26 | 27 |
| 28  | 29 | 30 |    |    |    |    |
|     |    |    |    |    |    |    |

| 5月 |    |    |    |    |    |    |
| 日  | 月 | 火 | 水 | 木 | 金 | 土 |
|     |    |    | 1  | 2  | 3  | 4  |
| 5   | 6  | 7  | 8  | 9  | 10 | 11 |
| 12  | 13 | 14 | 15 | 16 | 17 | 18 |
| 19  | 20 | 21 | 22 | 23 | 24 | 25 |
| 26  | 27 | 28 | 29 | 30 | 31 |    |
|     |    |    |    |    |    |    |

| 6月 |    |    |    |    |    |    |
| 日  | 月 | 火 | 水 | 木 | 金 | 土 |
|     |    |    |    |    |    | 1  |
| 2   | 3  | 4  | 5  | 6  | 7  | 8  |
| 9   | 10 | 11 | 12 | 13 | 14 | 15 |
| 16  | 17 | 18 | 19 | 20 | 21 | 22 |
| 23  | 24 | 25 | 26 | 27 | 28 | 29 |
| 30  |    |    |    |    |    |    |
|     |    |    |    |    |    |    |

| 7月 |    |    |    |    |    |    |
| 日  | 月 | 火 | 水 | 木 | 金 | 土 |
|     | 1  | 2  | 3  | 4  | 5  | 6  |
| 7   | 8  | 9  | 10 | 11 | 12 | 13 |
| 14  | 15 | 16 | 17 | 18 | 19 | 20 |
| 21  | 22 | 23 | 24 | 25 | 26 | 27 |
| 28  | 29 | 30 | 31 |    |    |    |
|     |    |    |    |    |    |    |

| 8月 |    |    |    |    |    |    |
| 日  | 月 | 火 | 水 | 木 | 金 | 土 |
|     |    |    |    | 1  | 2  | 3  |
| 4   | 5  | 6  | 7  | 8  | 9  | 10 |
| 11  | 12 | 13 | 14 | 15 | 16 | 17 |
| 18  | 19 | 20 | 21 | 22 | 23 | 24 |
| 25  | 26 | 27 | 28 | 29 | 30 | 31 |
|     |    |    |    |    |    |    |

| 9月 |    |    |    |    |    |    |
| 日  | 月 | 火 | 水 | 木 | 金 | 土 |
| 1   | 2  | 3  | 4  | 5  | 6  | 7  |
| 8   | 9  | 10 | 11 | 12 | 13 | 14 |
| 15  | 16 | 17 | 18 | 19 | 20 | 21 |
| 22  | 23 | 24 | 25 | 26 | 27 | 28 |
| 29  | 30 |    |    |    |    |    |
|     |    |    |    |    |    |    |

| 10月 |    |    |    |    |    |    |
| 日   | 月 | 火 | 水 | 木 | 金 | 土 |
|      |    | 1  | 2  | 3  | 4  | 5  |
| 6    | 7  | 8  | 9  | 10 | 11 | 12 |
| 13   | 14 | 15 | 16 | 17 | 18 | 19 |
| 20   | 21 | 22 | 23 | 24 | 25 | 26 |
| 27   | 28 | 29 | 30 | 31 |    |    |
|      |    |    |    |    |    |    |

| 11月 |    |    |    |    |    |    |
| 日   | 月 | 火 | 水 | 木 | 金 | 土 |
|      |    |    |    |    | 1  | 2  |
| 3    | 4  | 5  | 6  | 7  | 8  | 9  |
| 10   | 11 | 12 | 13 | 14 | 15 | 16 |
| 17   | 18 | 19 | 20 | 21 | 22 | 23 |
| 24   | 25 | 26 | 27 | 28 | 29 | 30 |
|      |    |    |    |    |    |    |

| 12月 |    |    |    |    |    |    |
| 日   | 月 | 火 | 水 | 木 | 金 | 土 |
| 1    | 2  | 3  | 4  | 5  | 6  | 7  |
| 8    | 9  | 10 | 11 | 12 | 13 | 14 |
| 15   | 16 | 17 | 18 | 19 | 20 | 21 |
| 22   | 23 | 24 | 25 | 26 | 27 | 28 |
| 29   | 30 | 31 |    |    |    |    |
|      |    |    |    |    |    |    |

## できごと

### 1月
- 1月31日 - ヨシフ・スターリンが、レフ・トロツキーを国外追放。スターリンの独裁体制がここに完成。

### 2月
- 2月11日 - パリでオーウェン・D・ヤングによるヤング案、最初のヤング委員会が開催される。
- 2月11日 - ラテラノ条約調印
- 2月14日 - 聖バレンタインデーの虐殺
- 2月22日 - 合名会社江崎商店が株式会社江崎（後の江崎グリコ）に組織変更される。
- 2月23日 - 東京市で説教強盗犯の妻木松吉が逮捕される。
- 青森県車力村の1927年以来の小作争議が激化し警官隊と衝突する。

### 3月
- 3月 - 小原國芳が東京府南多摩郡町田町に学校法人玉川学園を設立する。
- 3月4日 - アメリカ合衆国、ハーバート・フーヴァー大統領就任式。
- 3月5日 - 山本宣治殺害事件。
- 3月14日 - 茨城県新治郡石岡町（現・石岡市）で石岡大火が発生[1]。
- 3月18日 - 先代の首相公邸が竣工。

### 4月
- 4月1日 - 五官立大学（東京工業大学・大阪工業大学・東京文理科大学・広島文理科大学・神戸商業大学）発足。
- 4月1日 - 小田急江ノ島線、相模大野駅 - 片瀬江ノ島駅間開通。
- 4月10日 - 折口信夫「古代研究」第I巻 国文学篇。
- 4月15日 - 初のターミナルデパート、阪急百貨店が開店。
- 4月16日 - 共産党員一斉検挙（四・一六事件）。
- 4月28日 - 明治大学専門部女子部開校。

### 5月
- 5月1日 - 東京市で午砲「ドン」が廃止。サイレンとなる。
- 5月1日、ベルリンで血のメーデー事件

### 6月
- 6月4日 - 隅田川に厩橋完成
- 6月16日 - 北海道駒ヶ岳が爆発
- 6月17日 - 北海道駒ヶ岳が噴火

### 7月
- 7月1日
  - 張作霖爆殺事件責任者の処分発表。処分が軽すぎると昭和天皇が田中義一首相を叱責。
  - 文部省に社会教育局を設置、学生課を学生部に昇格（思想対策強化）
- 7月2日 - 田中義一内閣総辞職。濱口内閣成立。
- 7月24日 - 日本が「戦争抛棄ニ関スル条約」（不戦条約）を批准
- 7月　熊本動植物園開園

### 8月
- 8月15日 - 北海道鉄道疑獄事件
- 8月15日 - エルサレムで、ユダヤ人とアラブ人が対決する、嘆きの壁事件勃発。
- 8月19日 - 世界一周中のツェッペリン伯号が来日（23日、アメリカへ向発）。

### 9月
- 9月12日 - 武蔵高等工科学校（武蔵工業大学（現東京都市大学）の前身）開校
- 9月15日 - ダイヤ改正（列車増発・時間短縮）、列車愛称始まる（一・二等特急「富士」・三等特急「櫻」）。

### 10月
- 10月3日 - ユーゴスラビア王国に改名
- 10月24日 - ニューヨーク証券取引所で株価が大暴落。世界恐慌の引き金となる（いわゆる「ブラック・サーズデー」）。

### 11月
- 11月3日 - 光州学生事件
- 11月7日 - 全日本学生社会科学連合会解体（いわゆる戦闘的解体）
- 11月22日 - 近鉄花園ラグビー場が開場。

### 12月
- 12月16日 - 東京駅に八重洲口開設
- 12月21日 - 人形クラブ（現人形劇団プーク）結成第一回公演
- 12月23日 - 第57議会召集。
- 12月24日 - 唐津町信用販売購買組合（現唐津信用金庫）設立、事務所を唐津市呉服町に置く

### 日付不詳
- アルフレッド・ノース・ホワイトヘッド「過程と実在 コスモロジーへの試論」。
- プラハで第1回国際スラヴィスト会議開催。
- ギリシャ、独立100周年
- 語劇が再び中止に追い込まれる。
- 太宰治がカルモチン自殺を図る。
- 米国の科学者エドウィン・ランドが画期的な偏光フィルターを発明した。トルマリンの小さな結晶を融合してシロップ状の懸濁液にし乾かして固形のフィルムにすることを思いつき、ポラロイド・フィルムと名付けた。[2]

## 芸術・文化・ファッション
1929年の音楽
1929年の映画
- アンダルシアの犬（監督・脚本：ルイス・ブニュエル、脚本：サルバドール・ダリ）
- これがロシヤだ（カメラを持った男）（監督：ジガ・ヴェルトフ）
- パンドラの箱（監督：ゲオルク・ヴィルヘルム・パープスト）

## 誕生

### 1月
- 1月1日 - 田原基稔、元プロ野球選手（+ 1996年）
- 1月1日 - 岡村昭彦、ジャーナリスト（+ 1985年）
- 1月2日 - ロバート・ウォルドーフ・ラブレス、ナイフ職人（+ 2010年）
- 1月3日 - セルジオ・レオーネ、映画監督（+ 1989年）
- 1月3日 - ゴードン・ムーア、工学者（+ 2023年）
- 1月4日 - アミタイ・エツィオーニ、社会学者
- 1月4日 - ギュンター・シャボフスキー、元東ドイツの政治家（ドイツ社会主義統一党）・ジャーナリスト（+ 2015年）
- 1月5日 - 岸田衿子、詩人・童話作家（+ 2011年）
- 1月5日 - タビー・トーマス、アメリカ合衆国のブルース・ミュージシャン（+ 2014年）
- 1月6日 - バブラク・カールマル、アフガニスタンの政治家（+ 1996年）
- 1月8日 - 初井言榮、女優・声優（+ 1990年）
- 1月9日 - ハイナー・ミュラー、劇作家、演出家（+ 1995年）
- 1月11日 - ワンダ・ウィウコミルスカ、ヴァイオリニスト（+ 2018年）
- 1月13日 - ナジ・ラースロー、フィギュアスケート選手（+ 2005年）
- 1月13日 - ナジ・マリアンナ、フィギュアスケート選手（+ 2011年）
- 1月15日 - マーティン・ルーサー・キング、牧師・米国黒人公民権運動指導者（+ 1968年）
- 1月16日 - 神山繁、俳優（+ 2017年）
- 1月17日 - フランセス・ダフォ、フィギュアスケート選手（+ 2016年）
- 1月17日 - 村田英雄、演歌歌手・俳優（+ 2002年）
- 1月18日 - 奥村貢、作曲家・指揮者（+ 2017年）
- 1月20日 - 西倉実、プロ野球選手（+ 1955年）
- 1月23日 - 鈴木健二、元NHKアナウンサー （+ 2024年）
- 1月23日 - 時実新子、川柳作家・随筆家（+ 2007年）
- 1月28日 - クレス・オルデンバーグ、彫刻家（+ 2022年）
- 1月28日 - 前川忠男、元プロ野球選手
- 1月30日 - ロジャー・シェパード、認知科学者
- 1月30日 - 赤﨑勇、工学者（+ 2021年）
- 1月31日 - ジーン・シモンズ、イギリスの女優（+ 2010年）
- 1月31日 - アンディ・ミリガン、劇作家・脚本家・映画監督（+ 1991年）

### 2月
- 2月1日 - 鳥海尽三、脚本家、小説家（+ 2008年）
- 2月1日 - 須賀敦子、随筆家・イタリア文学者（+ 1998年）
- 2月2日 - ジョン・H・ホランド、科学者 （+ 2015年）
- 2月3日 - 鉄砲光三郎、民謡歌手（+ 2002年）
- 2月5日 - リュック・フェラーリ、作曲家（+ 2005年）
- 2月5日 - 長岡久夫、プロ野球選手 (+ 2017年)
- 2月6日 - 大川慶次郎、競馬評論家（+ 1999年）
- 2月9日 - 田辺一鶴、講談師（+ 2009年）
- 2月10日 - ジェリー・ゴールドスミス、映画音楽作曲家（+ 2004年）
- 2月13日 - フランキー堺、俳優・コメディアン・ドラマー（+ 1996年）
- 2月15日 - 立川清登、バリトン歌手（+ 1985年）
- 2月17日 - グラハム・ヒル、F1レーサー（+ 1975年）
- 2月17日 - アレハンドロ・ホドロフスキー、映画監督
- 2月18日 - 田沼武能、写真家（+ 2022年）
- 2月18日 - 福島正実、編集者、SF作家（+ 1976年）
- 2月18日 - 田崎俊作、実業家、田崎真珠創業者（+ 2011年）
- 2月19日 - 粟津潔、グラフィックデザイナー（+ 2009年）
- 2月20日 - 黛敏郎、作曲家（+ 1997年）
- 2月21日 - キラーイ・エデ、フィギュアスケート選手（+ 2009年）
- 2月24日 - ズジスワフ・ベクシンスキー、画家・写真家・芸術家（+ 2005年）
- 2月26日 - 五社英雄、映画監督（+ 1992年）
- 2月27日 - 君島一郎、服飾デザイナー（+ 1996年）
- 2月28日 - フランク・ゲーリー、建築家
- 2月28日 - 岡野薫子、児童文学作家（+ 2022年）

### 3月
- 3月2日 - 井川徳道、美術デザイナー（+ 2024年）
- 3月4日 - ジュゼプ・メストレス・クアドレニ、作曲家（+ 2021年）
- 3月9日 - ロイ・ジェームス、俳優（+ 1982年）
- 3月11日 - 北原義郎、俳優（+ 2022年）
- 3月17日 - ピーター・L・バーガー、社会学者・神学者 (+ 2017年)
- 3月19日 - 三遊亭金翁 (2代目)、落語家（+ 2022年）
- 3月19日 - 林承賢、僧侶・金閣寺放火事件の犯人（+ 1956年）
- 3月20日 - 高橋和枝、声優（+ 1999年）
- 3月22日 - 草間彌生、彫刻家・画家・小説家
- 3月22日 - P・ラムリー、マレーシアのシンガーソングライター、俳優
- 3月23日 - 村松剛、評論家・フランス文学者（+ 1994年）
- 3月23日 - 犬塚弘、俳優・ベーシスト（+ 2023年）
- 3月23日 - 津本陽、小説家（+ 2018年）
- 3月23日 - ロジャー・バニスター、陸上競技選手 (+ 2018年)
- 3月24日 - 多羅間俊彦、元皇族・東久邇宮稔彦王と東久邇聡子の第四王子（+ 2015年）
- 3月25日 - 久邇邦昭、旧皇族
- 3月28日 - 色川武大（阿佐田哲也）、小説家（+ 1989年）

### 4月
- 4月1日 - ミラン・クンデラ、小説家（+ 2023年）
- 4月3日 - 山内雅人、俳優・声優（+ 2003年）
- 4月3日 - 前田武彦、放送作家・司会者（+ 2011年）
- 4月6日 - 小沢昭一、俳優・俳人（+ 2012年）
- 4月6日 - アンドレ・プレヴィン、音楽家（+ 2019年[3]）
- 4月9日 - 大川橋蔵 (2代目)、時代劇俳優・歌舞伎役者（+ 1984年）
- 4月10日 - マイク・ホーソーン、F1レーサー（+ 1959年）
- 4月14日 - ジェリー・アンダーソン、映像作品プロデューサー（+ 2012年[4]）
- 4月19日 - 正田昭、死刑囚　小説家 （+ 1969年）
- 4月20日 - 永井一正、グラフィックデザイナー
- 4月22日 - ジョン・ニックス、フィギュアスケート選手
- 4月22日 - 加賀乙彦、小説家・精神科医（+ 2023年）
- 4月23日 - 三瀬雅康、プロ野球選手
- 4月24日 - 樽井清一、元プロ野球選手（+ 1995年）

### 5月
- 5月1日 - ラルフ・ダーレンドルフ、社会学者・政治家（+ 2009年）
- 5月4日 - オードリー・ヘプバーン、女優（+ 1993年）
- 5月4日 - 仲谷昇、俳優（+ 2006年）
- 5月5日 - 斉川一夫、俳優
- 5月6日 - ポール・ラウターバー、科学者、2003年ノーベル生理学・医学賞（+ 2007年）
- 5月7日 - ディック・ウィリアムズ、メジャーリーガー（+ 2011年）
- 5月8日 - 大西信行、脚本家（+ 2016年）
- 5月10日 - 大林太良、民族学者（+ 2001年）
- 5月16日 - 福岡正剛、俳優（+ 1996年）
- 5月16日 - わたなべまさこ、漫画家
- 5月19日 - 熊谷信昭、工学者（+ 2018年）
- 5月19日 - カート・シモンズ、メジャーリーガー（+ 2022年）
- 5月20日 - 星野武男、プロ野球選手
- 5月23日 - 高橋治、小説家（+ 2015年）
- 5月20日 - チャールズ・ティリー、社会学者（+ 2008年）
- 5月24日 - 加藤武、俳優（+ 2015年）
- 5月29日 - 高野悦子、映画運動家、岩波ホール総支配人（+ 2013年）
- 5月29日 - ピーター・ヒッグス、理論物理学者

### 6月
- 6月3日 - ヴェルナー・アーバー、微生物学者・遺伝学者
- 6月7日 - 若山セツ子、女優（+ 1985年）
- 6月8日 - なだいなだ、精神科医・小説家（+ 2013年）
- 6月10日 - エドワード・オズボーン・ウィルソン、生物学者（+ 2021年）
- 6月12日 - アンネ・フランク、『アンネの日記』で知られるユダヤ人少女（+ 1945年）
- 6月14日 - 日野啓三、小説家（+ 2002年）
- 6月15日 - 藤山寛美、喜劇役者（+ 1990年）
- 6月17日 - チグラン・ワルタノビッチ・ペトロシアン、チェスの選手（+ 1984年）
- 6月19日 - 日下隆、元プロ野球選手 (+ 2010年)
- 6月21日 - ヘレン・メリル、ジャズシンガー
- 6月25日 - ヘルムート・ザイブト、フィギュアスケート選手（+ 1992年）
- 6月25日 - 入部久男、プロ野球選手
- 6月27日 - 谷沢永一、書誌学者・評論家（+ 2011年）
- 6月30日 - 滝良彦、元プロ野球選手 (+ 2017年)

### 7月
- 7月1日 - ジェラルド・モーリス・エデルマン、生物学者（+ 2014年）
- 7月2日 - イメルダ・マルコス、政治家、フィリピン第10代大統領フェルディナンド・マルコス夫人
- 7月4日 - ピーター・アンジェロス、メジャーリーグベースボールのオーナー
- 7月5日 - 大塚周夫、俳優・声優（+ 2015年）
- 7月5日 - 本間長世、政治学者・思想史家（+ 2012年）
- 7月6日 - 都筑道夫、推理作家（+ 2003年）
- 7月7日 - 乙骨淑子、児童文学作家（+ 1980年）
- 7月9日 - ハッサン2世、モロッコ国王（在位1961年－99年）（+ 1999年）
- 7月17日 - 工藤栄一、映画監督（+ 2000年）
- 7月18日 - ディック・バトン、フィギュアスケート選手
- 7月18日 - セケイラ・コスタ、ピアニスト・音楽教師（+ 2019年）
- 7月22日 - 古川麒一郎、天文学者（+ 2016年）
- 7月24日 - 小黒八七郎、医師・内科学者、内視鏡による胃癌治療の権威（+ 1997年）
- 7月28日 - ジャクリーン・ケネディ・オナシス、ジョン・F・ケネディ夫人/アリストテレス・オナシス夫人（+ 1994年）
- 7月30日 - 関弘子、女優・声優（+ 2008年）

### 8月
- 8月1日 - E・H・エリック、タレント（+ 2000年）
- 8月2日 - 中坊公平、元弁護士、元日弁連会長（+ 2013年）
- 8月2日 - カテブ・ヤシーン、作家（+ 1989年）
- 8月3日 - 西山登志雄、東武動物公園の元園長、元名誉園長（+ 2006年）
- 8月4日 - 宮内幸平、声優（+ 1995年）
- 8月7日 - ドン・ラーセン、メジャーリーガー (+ 2020年)
- 8月8日 - ヨゼフ・スーク、ヴァイオリニスト（+ 2011年）
- 8月9日 - 磯村尚徳、元ニュースキャスター（+ 2023年）
- 8月11日 - 近藤鉄雄、政治家（+ 2010年）
- 8月14日 - 河瀬断魚、日本の書家（+ 2010年）
- 8月11日 - 早坂暁、小説家・脚本家（+ 2017年[5]）
- 8月13日 - 仲塚康介、俳優
- 8月16日 - ビル・エヴァンス、ジャズ・ピアニスト（+ 1980年）
- 8月17日 - フランシス・ゲーリー・パワーズ、軍人・U-2撃墜事件時のU-2機のパイロット（+ 1977年）
- 8月19日 - 松下圭一、政治学者（+ 2015年）
- 8月22日 - 北原怜子、篤志家（+ 1958年）
- 8月23日 - 渡辺信義、プロ野球選手（+ 2006年）
- 8月24日 - 赤松良子、労働官僚・外交官・政治家
- 8月27日 - アイラ・レヴィン、小説家・劇作家・作詞家（+ 2007年）
- 8月28日 - 金己男、北朝鮮の政治家。元朝鮮労働党宣伝扇動部長
- 8月29日 - 佐藤泰正、教育学者 （+ 2021年）
- 8月29日 - ヤーセル・アラファート、パレスチナ解放運動家（+ 2004年）

### 9月
- 9月1日 - 若山富三郎、俳優（+ 1992年）
- 9月1日 - 松恵山邦治、大相撲十両力士（+ 2001年）
- 9月3日 - 成田亨、デザイナー・彫刻家（+ 2002年）
- 9月8日 - クリストフ・フォン・ドホナーニ、指揮者
- 9月10日 - アーノルド・パーマー、プロゴルファー（+ 2016年）
- 9月11日 - サトウサンペイ、漫画家（+ 2021年）
- 9月13日 - ニコライ・ギャウロフ、バス歌手（+ 2004年）
- 9月15日 - マレー・ゲルマン、物理学者（+ 2019年）
- 9月17日 - スターリング・モス、F1レーサー（+ 2020年）
- 9月19日 - 草薙幸二郎、俳優（+ 2007年）
- 9月19日 - 成田豊、実業家・電通グループ会長（+ 2011年）
- 9月20日 - 青木義朗、俳優（+ 2000年）
- 9月24日 - 大平透、俳優・声優・ナレーター（+ 2016年）
- 9月25日 - 簑原宏、元プロ野球選手（+ 1999年）
- 9月28日 - 三船浩、歌手（+ 2005年）
- 9月30日 - 鷹司和子、元皇族、鷹司平通の妻（+ 1989年）

### 10月
- 10月3日 - 栗木孝幸、プロ野球選手（+ 1998年）
- 10月7日 - ロバート・ウェストール (Robert Westall)、児童文学作家（+ 1993年）
- 10月15日 - 鈴木実、プロ野球選手
- 10月17日 - 木匠マユリ、女優
- 10月20日 - サシュコ・ガヴリーロフ、ヴァイオリニスト
- 10月21日 - アーシュラ・K・ル＝グウィン、SF作家・ファンタジー作家（+ 2018年）
- 10月22日 - レフ・ヤシン、元サッカー選手（+1990年）
- 10月22日 - 速水融、経済学者（+ 2019年）
- 10月24日 - 高松英郎、俳優（+ 2007年）
- 10月26日 - 榎本勝起、アナウンサー・放送ジャーナリスト（+ 2021年）
- 10月29日 - 五代目春風亭柳朝、落語家（+1991年）
- 10月31日 - 渡辺文雄、俳優（+ 2004年）

### 11月
- 11月5日 - 広瀬健次郎、作曲家（+ 1999年）
- 11月9日 - 花村えい子、漫画家（+ 2020年）
- 11月11日 - 清水貢、高校野球指導者（+ 2010年）
- 11月12日 - 小林彰太郎、自動車評論家（+ 2013年）
- 11月12日 - グレース・ケリー、女優・モナコ公妃（+ 1982年）
- 11月12日 - ミヒャエル・エンデ、児童文学者（+ 1995年）
- 11月12日 - ピーター・ラモント、映画プロダクション・デザイナー、美術監督（+ 2020年）
- 11月13日 - 朝潮太郎 (3代)、大相撲第46代横綱（+ 1988年）
- 11月17日 - 納谷悟朗、俳優・声優・舞台演出家（+ 2013年）
- 11月17日 - 斎藤邦唯、俳優・映画プロデューサー
- 11月18日 - 川久保潔、俳優・声優（+ 2019年[6]）
- 11月19日 - 竹中恵美子、経済学者
- 11月22日 - 角南効永、プロ野球選手
- 11月24日 - 宍戸大全、殺陣師
- 11月28日 - 上田誠也、地球物理学者（+ 2023年）
- 11月28日 - 向田邦子、テレビドラマ脚本家・エッセイスト・小説家（+ 1981年）
- 11月28日 - 石原照夫、元プロ野球選手（+ 2006年）
- 11月30日 - レオ・カイリー、メジャーリーガー（+ 1984年）

### 12月
- 12月1日 - 奈良岡朋子、女優・声優・ナレーター（+ 2023年）
- 12月1日 - 花房秀三郎、ウイルス学者（+ 2009年）
- 12月6日 - ニコラウス・アーノンクール、指揮者（+ 2016年）
- 12月8日 - ゴッフレード・パリーゼ、作家・ジャーナリスト（+ 1986年）
- 12月9日 - ジョン・カサヴェテス、映画監督・俳優（+ 1989年）
- 12月10日 - 稲垣俊、映画監督・脚本家
- 12月11日 - バーナード・クリック、政治学者（+ 2008年）
- 12月11日 - 高橋敷、日本の教育評論家（+ 2015年）
- 12月12日 - 穐吉敏子、ジャズピアニスト・作曲家
- 12月14日 - 北本重二、プロ野球選手（+ 2022年）
- 12月20日 - カルロ・ファッシ、フィギュアスケート選手（+ 1997年）
- 12月23日 - 今井敬、実業家、第9代経団連会長
- 12月24日 - 中村正、声優・ナレーター（+ 2019年）
- 12月31日 - ヴォー・クイー、動物学者（+ 2017年）

## 死去

### 1月
- 1月13日 - ワイアット・アープ、西部開拓時代の保安官（* 1848年）
- 1月15日 - イェールハルド・ムンテ、画家（* 1849年）
- 1月16日 - 珍田捨巳、外交官・侍従長（* 1857年）
- 1月24日 - ウィルフレッド・バデリー、テニス選手（* 1872年）
- 1月26日 - 違星北斗、歌人（* 1901年）
- 1月27日 - 久邇宮邦彦王、皇族・陸軍軍人（* 1873年）

### 2月
- 2月3日 - アグナー・アーラン、数学者・統計学者（* 1878年）
- 2月6日 - マリア・クリスティナ、スペイン王アルフォンソ12世の妃（* 1858年）
- 2月9日 - ヴァルター・グラマッテ、画家（* 1897年）
- 2月10日 - 長井長義、薬学者（* 1845年）
- 2月11日 - ヨーハン2世、リヒテンシュタイン公（* 1840年）
- 2月14日 - トーマス・バーク、陸上競技選手（* 1875年）
- 2月19日 - ヴィルヘルム・ライン、教育学者（* 1847年）
- 2月24日 - アンドレ・メサジェ、作曲家（* 1853年）

### 3月
- 3月4日 - 澤田正二郎、俳優（* 1892年）
- 3月5日 - 山本宣治、労働農民党の衆議院議員（* 1889年）
- 3月8日 - 渡瀬庄三郎、動物学者（* 1863年）
- 3月8日 - 児島虎次郎、画家（* 1881年）
- 3月13日 - シェリー・マギー、メジャーリーガー（* 1884年）
- 3月15日 - 厳修、教育者（* 1860年）
- 3月20日 - フェルディナン・フォッシュ、フランス陸軍の元帥（* 1851年）
- 3月22日 - 井上良馨、日本海軍の元帥（* 1845年）
- 3月23日 - 杉田定一、第12代衆議院議長（* 1851年）

### 4月
- 4月1日 - 小酒井不木、推理作家（* 1890年）
- 4月2日 - 松井千枝子、女優（* 1899年）
- 4月4日 - カール・ベンツ、ガソリン自動車の開発者・ダイムラー・ベンツの創設者のひとり（* 1844年）
- 4月7日 - 上杉慎吉、法学者（* 1878年）
- 4月8日 - カール・ヴェルスバッハ、化学者（* 1858年）
- 4月9日 - 内藤高治、剣道家（* 1862年）
- 4月13日 - 後藤新平、明治・大正期の政治家・官僚（* 1857年）
- 4月19日 - 村岡範為馳、物理学者（* 1853年）
- 4月27日 - 北条時敬、教育者・数学者（* 1858年）

### 5月
- 5月19日 - 川原茂輔、実業家・政治家（* 1859年）
- 5月21日 - 第5代ローズベリー伯爵アーチボルド・プリムローズ - イギリスの首相（*1847年）
- 5月24日 - 高田雅夫、舞踏家（* 1895年）

### 6月
- 6月4日 - ハリー・フレイジー、メジャーリーグ球団オーナー（* 1880年）
- 6月6日 - 樋口龍峡、評論家・政治家（* 1875年）
- 6月21日 - レオナルド・ホブハウス、社会学者・政治学者・倫理学者・ジャーナリスト（* 1864年）
- 6月29日 - 内田魯庵、評論家・小説家（* 1868年）

### 7月
- 7月1日 - ヴェンセスラウ・デ・モラエス、外交官（* 1854年）
- 7月7日 - ヴィクトール・パリモフ、画家（* 1888年）
- 7月14日 - ハンス・デルブリュック、歴史家（* 1848年）
- 7月15日 - フーゴ・フォン・ホーフマンスタール、劇作家・詩人（* 1874年）
- 7月25日 - 牧野省三、映画監督（* 1878年）
- 7月26日 - 山崎直方、地理学者（* 1870年）

### 8月
- 8月3日 - ソースティン・ヴェブレン、社会学者・経済学者（* 1857年）
- 8月3日 - エミール・ベルリナー、発明家（* 1851年）
- 8月7日 - ヴィクター・L・バーガー、アメリカ合衆国下院議員（* 1860年）
- 8月13日 - レイ・ランケスター、動物学者（* 1847年）
- 8月15日 - ジョージ・パーキンス・メリル、地質学者（* 1854年）
- 8月16日 - 津田梅子、女子教育家・女子英学塾（現、津田塾大学）の創設者（* 1864年）
- 8月19日 - セルゲイ・ディアギレフ、バレエ・リュス創設者（* 1872年）
- 8月26日 - アーネスト・サトウ、駐日外交官（* 1843年）

### 9月
- 9月7日 - 小川一真、写真家（* 1860年）
- 9月12日 - ユゼフ・カレンバハ、文学史家（* 1861年）
- 9月23日 - リヒャルト・ジグモンディ、化学者（* 1865年）
- 9月24日 - マヒタラーティベートアドゥンラヤデートウィクロム、シャムの王族（* 1891年）
- 9月25日 - ミラー・ハギンス、メジャーリーグベースボール選手・監督（* 1878年）
- 9月29日 - 田中義一、陸軍軍人・第26代内閣総理大臣（* 1864年）

### 10月
- 10月1日 - アントワーヌ・ブールデル、彫刻家（* 1861年）
- 10月1日 - リー・リッチモンド、メジャーリーガー（* 1857年）
- 10月3日 - グスタフ・シュトレーゼマン、ドイツ首相・外相（* 1878年）
- 10月8日 - ヤチェク・マルチェフスキ、画家（* 1854年）
- 10月15日 - レオン・ドラクロワ、ベルギー首相（* 1867年）
- 10月20日 - ホセ・バッジェ・イ・オルドーニェス、ウルグアイ大統領（* 1856年）
- 10月26日 - アビ・ヴァールブルク、美術史家（* 1866年）
- 10月28日 - ベルンハルト・フォン・ビューロー、ドイツ首相（* 1849年）
- 10月31日 - ノーマン・プリチャード、陸上競技選手（* 1875年）

### 11月
- 11月2日 - エディ・マッグーティ、プロボクサー（* 1889年）
- 11月3日 - ヤン・ボードゥアン・ド・クルトネ、言語学者（* 1845年）
- 11月6日 - マクシミリアン・フォン・バーデン、ドイツ首相（* 1867年）
- 11月9日 - 斎藤秀三郎、英語学者・教育家（* 1866年）
- 11月10日 - マーク・ボールドウィン、メジャーリーガー（* 1863年）
- 11月14日 - カマラ、野生児（生年不詳）
- 11月14日 - ジョー・マクギニティ、メジャーリーガー（* 1871年）
- 11月17日 - ハーマン・ホレリス、統計機械タビュレーティングマシンの発明者（* 1860年）
- 11月24日 - ジョルジュ・クレマンソー、フランス首相（* 1841年）
- 11月30日 - ダニエル・モロー・バリンジャー、地質学者（* 1860年）

### 12月
- 12月3日 - 多忠亮、ヴァイオリニスト・作曲家（* 1895年）
- 12月10日 - フランツ・ローゼンツヴァイク、思想家（* 1886年）
- 12月17日 - マヌエル・ゴメス・ダ・コスタ、ポルトガル大統領（* 1863年）
- 12月20日 - 岸田劉生、画家（* 1891年）
- 12月29日 - ヴィルヘルム・マイバッハ、自動車技術者（* 1846年）

## ノーベル賞
- 物理学賞 - ルイ・ド・ブロイ（フランス）
- 化学賞 - アーサー・ハーデン（イギリス）、ハンス・フォン・オイラー＝ケルピン（スウェーデン）
- 生理学・医学賞 - クリスティアーン・エイクマン（オランダ）、フレデリック・ホプキンズ（イギリス）
- 文学賞 - トーマス・マン（ドイツ）
- 平和賞 - フランク・ケロッグ（アメリカ）